# Federico Storani
Federico Teobaldo Manuel Storani (Hernando, Córdoba; 5 de agosto de 1950)  es un abogado y político argentino, integrante de la Unión Cívica Radical, que se ha desempeñado como presidente de la FUA, diputado nacional y Ministro del Interior de la Nación.

## Biografía

### Comienzos
Realizó sus estudios primarios y secundarios en Río Cuarto (Córdoba), trasladándose a La Plata para estudiar en la Facultad de Derecho de la Universidad Nacional de La Plata. Pertenece a la Unión Cívica Radical, de la cual su padre, Conrado Storani fue dirigente. En 1968 fue uno de los fundadores de la Junta Coordinadora Nacional.

### Diputado nacional (1983-1991, 1993-1999)
En 1983 es elegido diputado nacional desempeñándose en el cargo hasta 1991. Fue presidente de la Comisión de Relaciones Exteriores y Culto hasta 1989, cuando se firmó el Tratado de Límites con Chile.
Creó la Corriente de Opinión Nacional (CON) a principios de la década de 1990, luego de salir de las filas de la Junta Coordinadora Nacional. Durante la década de 1990 fue una de las líneas internas del radicalismo. La CON fue crítica a Raúl Alfonsín, presidente de la UCR, en especial al Pacto de Olivos.
En 1993 encabezó la lista de diputados nacionales de la UCR en las elecciones del 3 de octubre, que obtuvo el 25 %, resultando electo.
En 1994 fue precandidato a presidente de la Nación en fórmula completada por Rodolfo Terragno, perdiendo y obteniendo 207.423 votos contra la fórmula Horacio Massaccesi-Antonio María Hernández que obtuvo 340.118 votos. Desde 1995 hasta 1999 presidió el bloque de diputados de la UCR. Durante el gobierno de De La Rúa sería denunciado por presión que habría sufrido por parte del Gobierno de la Alianza el Ministerio Público Paul Starc, que también investiga el uso de fondos reservados en el Senado y el posible enriquecimiento ilícito de senadores radicales.
En 1997 secundó a Graciela Fernández Meijide en la lista de diputados de la Alianza, que ganó en la provincia de Buenos Aires.

### Ministro del Interior (1999-2001)
En 1999 fue designado por el presidente Fernando de la Rúa como Ministro del Interior de la Nación. El 12 de diciembre de 1999, a tan solo a ocho días de haber asumido la Alianza como nuevo gobierno nacional, Storani, como nuevo Ministro del Interior al mando de las fuerzas policiales de la Nación, dio la orden de desalojar el puente que une la provincia de Chaco con la de Corrientes que había sido cortado por empleados estatales de la provincia de Corrientes como parte de un plan de lucha para cobrar salarios adeudados. En un confuso episodio, donde se comenta que intervino la Policía de la Provincia de Corrientes, se acusó a la Gendarmería de reprimir y provocar la muerte de dos personas, además del saldo de cincuenta heridos y veintiocho detenidos. Storani defendió la acción de la Gendarmería y negó que esa fuerza haya sido la responsable de la muerte de Francisco Escobar, de 25 años, y Mauro Ojeda, de 29.[cita requerida] El ministro fue cuestionado por avalar la acción represiva de la Gendarmería en el Puente General Belgrano que dejó un saldo de dos jóvenes muertos y decenas de heridos, entre civiles y efectivos de seguridad. También fue responsabilizado el radical Ramón Mestre.
Un año después se vio envuelto junto con otros ministros de la UCR en el escándalo por el pago de sobornos en el Senado, donde el Gobierno radical de De la Rúa pagó cinco millones de pesos/dólares a senadores para aprobar la Ley de flexibilización laboral. En 2002 fue denunciado junto con el radical Chrystian Colombo ante la Justicia Federal en la causa en la que se investigaron los presuntos sobornos pagados en el Senado a cambio de la reforma laboral.
En el año 2000, como Ministro de Interior fue denunciado, por considerarlo responsable de la supuesta infiltración de una espía de la Policía Federal en las filas de Gustavo Béliz. La revista Noticias reveló que la mujer de un legislador que trabaja para la Policía Federal y habría estado encargada de espiar al partido de Beliz. Tras ello legisladores decidieron apuntar contra Storani; el jefe de la Policía Federal, comisario general Rubén Santos, y otros funcionarios y policías. Los acusarán por supuesto incumplimiento de los deberes de funcionario público y de malversación de fondos. Meses más tarde sumo una denuncia por los posibles delitos de encubrimiento y violación de los deberes de funcionario público en el juzgado federal a cargo de Adolfo Bagnasco, por destrucción de documentos que implicaban al Antonio de la Rúa, hijo del entonces presidente en la compra irregular de propiedades.
Renuncia a su cargo de ministro en marzo de 2001, por diferencias con el presidente de la Rúa. Aquel mismo año fue elegido presidente del Comité Provincia de Buenos Aires de la UCR.

### Trayectoria posterior
En junio de 2001 fue elegido por elecciones internas presidente del Comité provincia de Buenos Aires para el periodo 2001-2003, venciendo a Ricardo Alfonsín 54% a 45%.
En 2003 fue elegido diputado nacional por la ciudad de Buenos Aires con mandato hasta 2007.
En junio de 2011, manifiesta su disconformidad con el acuerdo entre Ricardo Alfonsín-Francisco De Narváez. Finalmente, pasadas las elecciones primarias del 14 de agosto de 2011, en donde la UCR obtuvo solo el 12 % de los votos Federico Storani declaró que «hubo un oportunismo muy marcado que se pagó carísimo» y evaluó que el desempeño de De Narváez en la provincia de Buenos Aires «fue casi un papelón».
En abril de 2016, su hijo Manuel Storani y su expareja, Ángeles Bruzzone, tuvieron un  choque contra otra lancha en el Río Luján. En ese accidente, Ángeles fallece producto de graves heridas y tras largas horas de buscar, Manuel fue hallado sin vida el 3 de abril en el Río Luján, a la altura de San Isidro. Manuel y su madre viajaban con la nueva pareja de Ángeles y aunque Federico no estaba en la embarcación en el momento del accidente, participó activamente en la búsqueda del cuerpo de su hijo.

#### Vicepresidente segundo del Comité Nacional de la UCR (2017-2019)
El 15 de diciembre de 2017, Storani fue elegido Vicepresidente segundo del Comité Nacional de la Unión Cívica Radical siendo el presidente el gobernador de Mendoza, Alfredo Cornejo y Gerardo Morales (gobernador de Jujuy desde 2015), Ricardo Colombi (exgobernador de Corrientes) como vicepresidentes primero y tercero. Durante 2018 y 2019 salió varias veces en televisión criticando a la coalición Cambiemos y al PRO de Macri por no escuchar al radicalismo.